# Línia evolutiva de Drowzee
Aquesta línia evolutiva de Pokémon inclou Drowzee i Hypno.

## Drowzee
Drowzee és una de les espècies que apareixen a la franquícia Pokémon, una sèrie de videojocs, anime, mangues, llibres, cartes col·leccionables i altres mitjans que va ser inventada per Satoshi Tajiri i ha generat milers de milions de dòlars en beneficis per a Nintendo i Game Freak. És de tipus psíquic i evoluciona a Hypno.
Practica la hipnosi i es menja somnis.

## Hypno
Hypno és una de les espècies que apareixen a la franquícia Pokémon, una sèrie de videojocs, anime, mangues, llibres, cartes col·leccionables i altres mitjans que va ser inventada per Satoshi Tajiri i ha generat milers de milions de dòlars en beneficis per a Nintendo i Game Freak. És de tipus psíquic i evoluciona de Drowzee.
És objecte d'una llegenda urbana que el relaciona amb la pedofília.